# Araneus baul
Araneus baul là một loài nhện trong họ Araneidae.
Loài này thuộc chi Araneus. Araneus baul được Herbert Walter Levi miêu tả năm 1991.